# Fama o drama (programa de televisión)

## Mecánica del programa
Diariamente, los participantes se presentaban en las galas para demostrar sus habilidades en rubros como canto y baile, siendo evaluados por un jurado de tres integrantes. Cada integrante del jurado evaluaba el rubro que le correspondía dando la calificación de "Fama" o "Drama" al participante. Si un concursante obtenía dos calificaciones "Fama", pasaba a la sala de la Fama, y si obtenía dos calificaciones "Drama", pasaba a la sala de Drama. 
Al final de la semana, los 6 participantes con menor puntuación debían pasar a la sala de Drama. En el caso de que hubiera más de 6 participantes en dicha sala, los participantes con mayor puntuación quedaban salvados, debiendo los 6 participantes de la sala de Drama competir para determinar quién quedaba eliminado y abandonaba el concurso.

## La calificación
- La votación del jurado era inapelable, aunque los participantes tenían el derecho a emitir observaciones o quejas, sin que esto alterara la puntuación recibida.
- Los conductores del programa no tenían injerencia en las calificaciones ni podían influir en las decisiones del jurado.
- La votación del público, realizada mediante mensajes de texto, también era inapelable y se llevaba a cabo únicamente cuando quedaban pocos concursantes. Los resultados de esta votación se daban a conocer durante los días de eliminación.

## Motivos de multas a los participantes
- Cualquier agresión física o verbal contra miembros de la producción, compañeros de equipo, adversarios, famosos, jurado, público asistente, televidentes y/o persona en general.
- Faltas injustificadas a los ensayos, citas, compromisos y grabaciones.

## Lesiones en los participantes
- En caso de accidente durante el desarrollo de la serie (ensayos, preparación, grabación de programas, presentaciones), el equipo médico evaluaba si la lesión impedía al participante cantar o bailar y si requería más de una semana para sanar. De ser así, la producción del programa decidía dar un tiempo para la recuperación del participante.
- Si la lesión que impedía al participante cantar o bailar no requería más de una semana de recuperación, éste pasaría directamente a la sala de Drama y al día de eliminación.

## Día de Definición
Los seis participantes con menor calificación, llegaban al día de la eliminación. Uno de ellos sería eliminado del concurso.
- Si había seis participantes en la sala de Drama, no se realizaba ningún cambio; estos competían en día de eliminación.
- Si había menos de seis participantes en la sala de Drama, los cupos disponibles eran ocupados por los participantes de la sala de Fama con menor puntuación.
- Si había más de seis participantes en la sala de Drama, los que tengan mayor puntuación eran salvados, hasta dejar la sala de Drama con seis participantes, como indicaba la regla del concurso.

## Conductores
- Gabriela Pazmiño (1°, 2°, 3°, 4°, 5° temporada).
- Cinthya Coppiano (1°, 2°, 3°, 4° temporada).
- Olguita Oleagoitia (Sección Kids).
- Daniel Arosemena (5° temporada).
- Diego Rueda (5° temporada).
- Frank Palomeque (3° temporada, invitado especial para la guerra de los sexos).

### Gabriela Pazmiño
Estuvo presente en todas las temporadas. Antes de estar en Fama o Drama fue la animadora de "A Todo Dar". Fue la animadora de las franquicias MegaMatch, la Guerra de los Sexos y muchos más.

### Cinthya Coppiano
Participó hasta la cuarta temporada. También fue animadora de A Todo Dar. Comenzó en la TV en Canal Uno animando en el programa A Reventar, competencia directa del ya mencionado A todo Dar.  Su frase era: "recuerden que tarde a tarde trabajamos con amor para brindarles un producto de calidad".
Cynthia también se desempeñó en la actuación. Debutó en la telenovela ecuatoriana "Kandela" con el papel de "Minerva", y en la telenovela de producción nacional "Fanática" en el cual interpretó a la rebelde e indiferente Verónica, como uno de los papeles principales de la producción, compartiendo créditos con exitosos actores del medio, como Charlie Masso (ex-Menudo). También actuó en la serie "Condominio".

### Daniel Arosemena y Diego Rueda
Entraron en la quinta temporada tras la salida de Coppiano. Daniel actuó en "Kandela", y Diego era modelo.

## Profesores

### De Canto
- Yanina Murga
- Maite Palacios
- María Elena Vallejo

### De Baile
- Carlos Menéndez
- Yadira Ramón
- Yelena Macías

## Jurados y criterios de evaluación

### 1ª y 2ª Temporada
- Antonio Santos
- Mónica Aguirre
- Gustavo Maruri

### 3ª Temporada
- Mónica Aguirre
- Freddy Rivadeneira
- Airado Raúl

### Kids
- Nerio David
- Freddy Rivadeneira
- Airado Raúl
- Mariel Córdova

### 4ª Temporada
- Mónica Aguirre
- Airado Raúl
- Ivonne Hidalgo
- Gustavo Maruri

### 5ª Temporada
- Mónica Aguirre
- Airado Raúl
- Gustavo Maruri

Elio Peláez

#### Jurados invitados
En la 5ª temporada tras la salida de Airado Raúl, semana tras semanas se invitaron a artistas para que califiquen y critiquen a los participantes, estos fueron:
- Sanyi
- El Chamo Gabriel
- Mariel Córdova
- Douglas Bastidas
- Cindy Bermúdez
- Joel Alleguez
- Juanita Córdoba

El programa tenía tres jurados, y se evaluaba el desempeño en canto y baile, la performance, la proyección escénica, la fuerza, la actitud, la técnica, y la presentación en general. Los puntajes otorgados por los jurados eran inapelables y si sólo podían decir FAMA o DRAMA. Estos dos nombres tenían un puntaje interno que se revelaba en los días de resultados parciales.

### Voto secreto
El jurado no daba comentarios, ni calificaciones los días de eliminación, de esta forma se evitaba la preocupación de los participantes al saber si están en Fama o en riesgo de salir del reality.

### Voto del público
Era vía SMS, se enviaban mensajes con el nombre del participante al que se apoyaba, ya sea de canto o baile. En el día de eliminación, se brindaban los resultados de la votación.

### ExtraFamas
Eran créditos extra que se les brindaba a los participantes que cumplían con retos adicionales como la comida imposible y otros retos que la producción escogía. 
En caso de que participara una persona que no fuera parte del reality, debía otorgarle el Fama adicional a uno de los participantes de cualquier categoría. Estos Famas adicionales eran de gran ayuda para los participantes, ya que en varias ocasiones, concursantes de la sala de Drama volvían a Fama gracias a estos puntos adicionales.

## Ganadores
| Temporada                     | Ganador Categoría Canto | Ganador Categoría Baile |
| ----------------------------- | ----------------------- | ----------------------- |
| Primera                       | Romny Rodríguez         | Gyslaine Cobos          |
| Segunda                       | Verónica Macias         | Bárbara Castro          |
| Tercera                       | Alberto Bustamante      | Alexis Martínez         |
| Cuarta (Campeón de Campeones) | Llunang Chang           | María Fernanda García   |
| Quinta                        | Diana Salinas "Magda"   | Sara López              |

## Finalistas

### 1ª Temporada
- Ganador Canto) Romny Rodríguez
- Ganadora Baile) Gyslaine Cobos
- 2.º lugar Canto) Llunang Chang
- 2.º lugar Baile) María Fernanda García
- 3.er lugar Canto) Rubén Darío Calvache
- 3.er lugar Baile) Alejandro Jaramillo
- 4.º lugar Canto) Zarife Laborde
- 4.º lugar Baile) Tony Corral

### 2ª Temporada
- Ganadora Canto) Verónica Macías
- Ganadora Baile) Bárbara Castro
- 2.º lugar Canto) Olga Oleagoitia
- 2.º lugar Baile) Karen Intriago
- 3.er lugar Canto) David Cabrera
- 3.er lugar Baile) María José Gómez
- 4.º lugar Canto) Cristhian Garcés
- 4.º lugar Baile) Juan Daniel Alvarado

### 3ª Temporada
- Ganador Canto) Alberto Bustamante
- Ganador Baile) Alexis Martínez
- 2.º lugar Canto) Edison Quiñonez
- 2.º lugar Baile) Gianella Freire
- 3.er lugar Canto) Renato Abad
- 3.er lugar Baile) Ángel Maldonado
- 4.º lugar Canto) Ketzia Espinoza
- 4.º lugar Baile) Edgar Gómez
- 5.º lugar Canto) Karla Cueva

### Kids
- Ganador) Jeffrey Álava
- 2.º lugar) María José Gómez
- 3.er lugar) Gabriela Guaigua

### 4ª Temporada
- Ganador Canto) Llunang Chang
- Ganador Baile) María Fernanda García
- 2.º lugar Canto) Edison Quiñonez
- 2.º lugar Baile) María José Gómez
- 3.er lugar Canto) Rubén Darío Calvache
- 3.er lugar Baile) Edgar Gómez
- 4.º lugar Canto) Alberto Bustamante
- 4.º lugar Baile) Bárbara Castro

### 5ª Temporada
- Ganadora Canto) Diana Salinas
- Ganadora Baile) Sara López
- 2.º lugar Canto) Juan Gálvez
- 2.º lugar Baile) Jomayra Cedeño
- 3.er lugar Canto) Rafael Ariza
- 3.er lugar Baile) Raúl López
- 4.º lugar Canto) Jorge Luis Navas
- 5.º lugar Canto) Jhonny Mejia

## Campeón de Campeones
Fue la cuarta temporada del reality, y los participantes fueron los finalistas de las 3 temporadas anteriores. La competencia fue mucho más dura y debieron pasar pruebas de improvisación, creación de coreografías y  retos entre cantantes y bailarines. Los distintos géneros y canciones fueron más complicadas debido a la experiencia que los participantes obtuvieron en sus temporadas previas. 
A lo largo de la competencia fueron muchos los que decidieron abandonar el reality por cuestiones personales, de salud o por la presión que exigía el concurso, entre ellos están:
- Paul Landy
- Ángel Maldonado
- Alejandro Jaramillo
- Tony Corral
- Olga Oleagoitia
- Zarife Laborde
- Karen Intriago
- Renato Abad

Los ganadores fueron en canto Llunang Chang y en baile María Fernanda García ambas de la primera temporada.

## Temas musicales
- Romny Rodríguez - 1° temporada - Me voy a robar a la novia
- David Cabrera - 2° temporada - Cuidaré
- Verónica Macías - 2° temporada - El que se va
- BREC - 4° temporada - Duele Perder
- F5 - 5° temporada - Por Que?